# أفشين إسماعيل زاده
أفشين إسماعيل زاده (21 أبريل 1992 طهران إيران - ) هو لاعب كرة قدم إيراني يلعب كلاعب وسط.